# 土地法
土地法是管理土地的根本大法，狹義的土地法指的是土地法本身。廣義的土地法則是指任何與土地的分配，管理，利用有關的法律。土地是生產要素之一，各個國家對於土地的分配無不投注心力於上。

## 参看
- 土地法 (中華民國)